# Stan Heath
Stanley Robert Heath (Toledo, 5 marzo 1927 – Jesup, 26 ottobre 2010) è stato un giocatore di football americano statunitense che ha giocato nel ruolo di quarterback nella National Football League (NFL) e nella Canadian Football League (CFL). Al college giocò a football all'Università del Nevada-Reno.

## Carriera professionistica
Heath fu scelto come quinto assoluto nel Draft NFL 1949 dai Green Bay Packers dopo che all'Università del Nevada era stato il miglior passatore a livello universitario. Fu il primo quarterback della storia della NCAA a passare oltre 2.000 yard in una stagione, un primato che resistette per 15 anni, classificandosi quinto nelle votazioni dell'Heisman Trophy del 1948. Coi Packers disputò una sola stagione scendendo in campo in tutte le dodici partite e lanciando un solo touchdown a fronte di 14 intercetti subiti. La stagione successiva si trasferì agli Hamilton Tiger-Cats della Canadian Football League e nel 1951 passò ai Calgary Stampeders con cui rimase fino al termine della carriera nel 1957.

## Statistiche
NFL
| Partite totali    | 12  |
| Yard passate      | 355 |
| Touchdown         | 1   |
| Intercetti subiti | 14  |
| Passer rating     | 4,6 |